# Mizuki Ichimaru
Mizuki Ichimaru (født 8. maj 1997) er en japansk fodboldspiller, som spiller for den japanske fodboldklub Gamba Osaka.